# Georg Friedrich Mühry
Johann Georg Friedrich Mühry (auch: Muhry, * 14. September 1774 in Hannover; † 6. März 1848 ebenda) war ein deutscher Arzt, Hofmedikus, Stadtphysikus königlicher Leibarzt und Autor. Mühry, der Vorbehalte gegen die Blattern-Impfung geltend machte und mehrere wissenschaftliche Abhandlungen verfasste, war Mitglied der Akademie der Wissenschaften zu Göttingen und korrespondierte mit zahlreichen Persönlichkeiten seiner Zeit. Er gilt als einer von mehreren bedeutenden Medizinern der ersten Hälfte des 19. Jahrhunderts.

## Leben

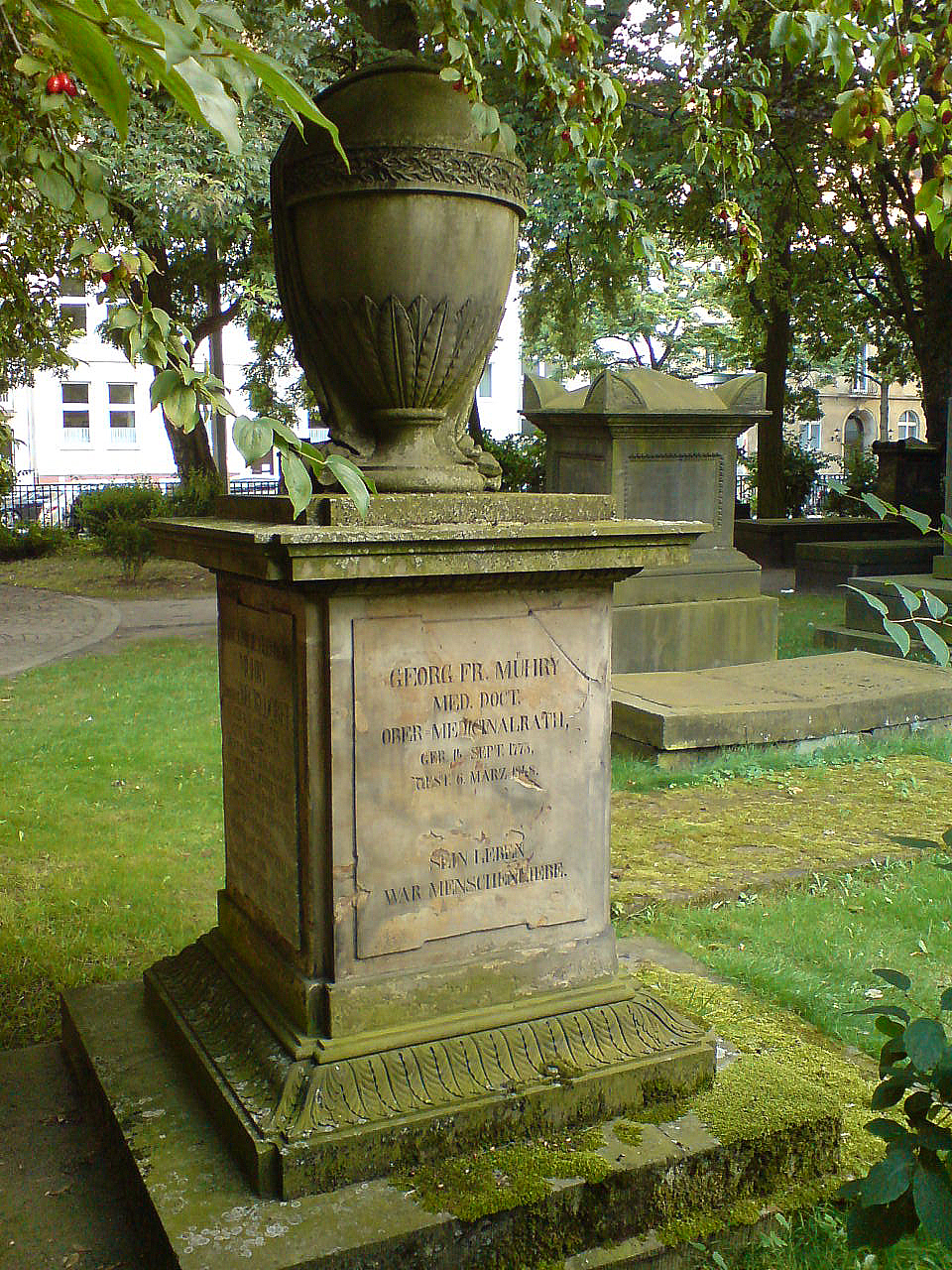
Das denkmalgeschützte Grabmal Mührys und seines Sohns Carl auf dem Gartenfriedhof

### Familie
Der Großvater Georg Friedrich Mührys war „Pfarrer zu Merum“, sein Vater Heinrich Andreas Mühry (1738–1816), Bürger und hannoverscher Stadtchirurg in Hannover. Seine Mutter war Marie Eleonore Kellermann (1747–1788). Mühry heiratete 1805 Anne Emilie Eleonore Beckedorff (1781–1819), die ihm drei Töchter und sieben Söhne gebar, darunter Karl, Ernst und Adolf Mühry. Drei der Kinder Mührys starben vor dem Vater, seine Gemahlin Emilie starb ebenfalls Jahrzehnte vor Mühry.

### Werdegang
Geboren noch zur Zeit des Kurfürstentums Hannover und der Personalunion zwischen Großbritannien und Hannover, besuchte Georg Friedrich Mühry Ende des 18. Jahrhunderts zunächst nur eine einfache Schule in Hannover. Beim „Spielen auf der Straße“ rief ihn jedoch der in der Nachbarschaft wohnende Kohlrausch, „Direktor der Hohen Schule“, zu sich in die Wohnung, „examinierte“ den Knaben und veranlasste den dann folgenden Besuch ebendieser höheren Schule. Auch die „Zuneigung“ des Leibmedikus Johann Ernst Wichmann förderte Mühry.
Nach Mührys Schulbesuch nahm der Anatom und Physiker Georg Friedrich Hildebrandt den Jugendlichen in seinem Braunschweiger Hause auf und ließ Mühry zwei Jahre lang am Unterricht am örtlichen Collegium Carolinum teilnehmen.
Ein Jahr später besuchte Georg Friedrich Mühry die Universität in Göttingen, wo er unter Heinrich August Wrisberg, Johann Friedrich Gmelin, Friedrich Benjamin Osiander und August Gottlieb Richter unterrichtet wurde; A.G. Richter assistierte am dortigen „Freimaurer-Hospital“. 1796 dissertierte Mühry zum Thema der Anwendung von Kohlensäure bei Schwindsucht. im selben Jahr wurde er ordentliches, im Jahr 1800 dann abwesendes Mitglied der Societatis Physicae Privatae Gottingensis.
Durch ein Stipendium der kurhannoverschen Regierung gefördert, konnte Mühry eine Studienreise über Berlin und Jena nach Wien unternehmen, wo er Johann Peter Frank am Wiener Krankenhaus und die Wiener Medizinische Schule besuchte. In Wien wurde Mühry mit dem Typhus-Erreger angesteckt, jedoch durch J.P. Frank geheilt.
Anschließend ließ sich Georg Friedrich Mühry in seiner Heimatstadt als praktischer Arzt nieder, was anfangs aufgrund nur geringer Geldmittel einige Entbehrungen zur Folge hatte.
1815 wurde Mühry korrespondierendes Mitglied, 1846 „ausw.“ Mitglied der Sozietät der Wissenschaften zu Göttingen. Mührys weitere Laufbahn in Hannover – eine Berufung nach Kiel als Nachfolger von Christian Rudolph Wilhelm Wiedemann lehnte er ab – führte über den praktischen Arzt zunächst zum Geburtshelfer und Gerichtsarzt, dann zum Hofmedikus und schließlich zum Obermedizinalrat im Königreich Hannover.
Schon 1833 war Mühry zum Leibarzt des Königs von Hannover ernannt worden, wenngleich Ernst August I., von London kommend, erst 1837 feierlichen Einzug in seine vorgesehene Residenzstadt Hannover hielt und zuvor durch seinen Vizekönig, Adolph Friedrich, Herzog von Cambridge, vertreten worden war.
1840 wurde Mühry Mitglied der Medizinal-Prüfungsbehörde und zum hannoverschen Stadtphysikus ernannt.
Das Hannoverscher Staatskalender auf das Jahr 1846 wies Mühry zudem als Arzt „des Waisen- und Gefangenhauses“ aus sowie als Träger des Ritterkreuzes des Königlichen Guelphen-Ordens.
Georg Friedrich Mührys – denkmalgeschütztes – Grabmal, gemeinsam mit seinem Sohn Carl, findet sich auf dem Gartenfriedhof in Hannover.

## Schriften (Auswahl)
- de aëris fixi inspirati usu in phthisi pulmonali, Dissertation, 1796
- Ludwig Heinr. Niemeyer, Materialien zur Erregungstheorie, 1800
- Materialien zur Erregungstheorie, von D. Ludwig Heinrich Christian Niemeyer, weil. praktischem Arzte in Hannover, der physikalischen Gesellschaft Gesellschaft zu Göttingen Mitgliede. Herausgegeben von D. Georg Friedrich Mühry, [p]raktischem Arzte in Hannover, Rosenbusch, Göttingen 1800; 11080019 im VD 18.
- Aufsatz Mührys in Christoph Wilhelm von Hufeland: C. W. Hufelands Journal der practischen Heilkunde, 1809, März, S. 1
- Rathschläge und Vorsichtsregeln. Sseinen Mitbürgern gegen die bevorstehende Cholera zur Beachtung empfohlen / von Dr. G. Fr. Mühry. Zweite Auflage. Helwing, Hannover 1831